# Canaan (Nueva York)
Canaan es un pueblo ubicado en el condado de Columbia en el estado estadounidense de Nueva York. En el año 2000 tenía una población de 1.820 habitantes y una densidad poblacional de 19.1 personas por km².

## Geografía
Canaan se encuentra ubicado en las coordenadas 42°24′7″N 73°26′47″O / 42.40194, -73.44639.

## Demografía
Según la Oficina del Censo en 2000 los ingresos medios por hogar en la localidad eran de $51,607, y los ingresos medios por familia eran $62,656. Los hombres tenían unos ingresos medios de $44,063 frente a los $37,083 para las mujeres. La renta per cápita para la localidad era de $28,209. Alrededor del 5.1% de la población estaban por debajo del umbral de pobreza.